# Xeka
Miguel Ângelo da Silva Rocha, meglio noto come Xeka (Rebordosa, 10 novembre 1994), è un calciatore portoghese, centrocampista dell'Estoril Praia.

## Caratteristiche tecniche
Centrocampista centrale abile nella regia e nel recupero di palloni. Al Lilla ha formato con il brasiliano Thiago Mendes una delle coppie di centrocampisti più forti del campionato.

## Carriera

### Giocatore

#### Braga e prestito al Covilhã
Cresciuto nel settore giovanile del Paços Ferreira, dopo una parentesi in Spagna nella cantera del Valencia, fa ritorno al Paços prima di passare al Braga.
Il 15 agosto 2013 esordisce da professionista nella partita di Segunda Liga contro l'Académico de Viseu. Il 23 settembre mette a segno il primo gol nella sconfitta interna contro il Benfica B. Disputa le due stagioni successive in prestito al Covilhã.
Tornato al Braga, è inizialmente aggregato alla squadra B prima di rientrare tra i grandi. Il 29 gennaio 2017 gioca la sua ultima partita con il Braga, disputando il secondo tempo della finale di Coppa di lega portoghese persa contro la Moreirense.

#### Lilla e prestito al Digione
Il 31 gennaio 2017 è acquistato dai francesi del Lilla con la formula del prestito con diritto di riscatto. Esordisce in Ligue 1 il 4 febbraio, giocando titolare la partita casalinga persa 0-1 contro il Lorient. Il 29 aprile realizza il primo gol con la maglia del Lilla nel largo successo esterno a Montpellier (3-0), gara nella quale serve anche un assist per Terrier.
Esercitato il diritto di riscatto dal Braga per 5 milioni, il Lilla lo cede in prestito secco al Digione. Debutta con il Digione il 16 settembre nella sconfitta interna contro il Saint-Étienne (0-1). Nella stagione in Costa d'Oro totalizza 17 presenze e 2 reti, realizzate il 23 settembre contro Olympique Lione e il 25 novembre contro il Tolosa.
Tornato al Lilla, nella stagione 2018-2019 è tra i protagonisti della cavalcata che conduce la squadra di Galtier a chiudere il campionato al secondo posto, qualificandosi alla Champions League sette anni dopo l'ultima partecipazione. Rinnova il contratto con il Lilla fino al 2022. Il 17 settembre 2019 esordisce in Champions League, disputando gli ultimi 12' della partita persa 3-0 sul campo dell'Ajax.

#### Rennes
Rimasto svincolato al termine dell'esperienza a Lilla, il 21 settembre 2022 firma per il Rennes.

## Statistiche

### Presenze e reti nei club
Statistiche aggiornate al 10 agosto 2023.
| Stagione        | Squadra         | Campionato      | Campionato | Campionato | Coppe nazionali | Coppe nazionali | Coppe nazionali | Coppe continentali | Coppe continentali | Coppe continentali | Altre coppe | Altre coppe | Altre coppe | Totale | Totale |
| Stagione        | Squadra         | Comp            | Pres       | Reti       | Comp            | Pres            | Reti            | Comp               | Pres               | Reti               | Comp        | Pres        | Reti        | Pres   | Reti   |
| --------------- | --------------- | --------------- | ---------- | ---------- | --------------- | --------------- | --------------- | ------------------ | ------------------ | ------------------ | ----------- | ----------- | ----------- | ------ | ------ |
| 2013-2014       | Braga B         | SL              | 17         | 1          |                 | -               | -               | -                  | -                  | -                  | -           | -           | -           | 17     | 1      |
| 2014-2015       | Covilhã         | SL              | 5          | 0          | TP+CdL          | 1+2             | 0               | -                  | -                  | -                  | -           | -           | -           | 8      | 0      |
| 2015-2016       | Covilhã         | SL              | 34         | 0          | TP+CdL          | 0               | 0               | -                  | -                  | -                  | -           | -           | -           | 34     | 0      |
| Totale Covilhã  | Totale Covilhã  | Totale Covilhã  | 39         | 0          |                 | 3               | 0               |                    | -                  | -                  |             | -           | -           | 42     | 0      |
| 2016-gen. 2017  | Braga B         | SL              | 11         | 1          |                 | -               | -               | -                  | -                  | -                  | -           | -           | -           | 11     | 1      |
| Totale Braga B  | Totale Braga B  | Totale Braga B  | 28         | 2          |                 | -               | -               |                    | -                  | -                  |             | -           | -           | 28     | 2      |
| 2016-gen. 2017  | Braga           | PL              | 11         | 0          | TP+CdL          | 4+3             | 0               | -                  | -                  | -                  | -           | -           | -           | 18     | 0      |
| gen.-giu. 2017  | Lilla           | L1              | 13         | 1          | CF+CdL          | 2+0             | 0               | -                  | -                  | -                  | -           | -           | -           | 15     | 1      |
| ago. 2017       | Lilla           | L1              | 1          | 0          | CF+CdL          | -               | -               | -                  | -                  | -                  | -           | -           | -           | 1      | 0      |
| 2017-2018       | Digione         | L1              | 17         | 2          | CF+CdL          | -               | -               | -                  | -                  | -                  | -           | -           | -           | 17     | 2      |
| 2018-2019       | Lilla           | L1              | 27         | 2          | CF+CdL          | 2+1             | 0               | -                  | -                  | -                  | -           | -           | -           | 30     | 2      |
| 2019-2020       | Lilla           | L1              | 17         | 0          | CF+CdL          | 3+2             | 0               | UCL                | 3                  | 0                  | -           | -           | -           | 25     | 0      |
| 2020-2021       | Lilla           | L1              | 33         | 1          | CF              | 3               | 1               | UEL                | 6                  | 0                  | -           | -           | -           | 42     | 2      |
| 2021-2022       | Lilla           | L1              | 23         | 3          | CF              | 0               | 0               | UCL                | 7                  | 0                  | SF          | 1           | 1           | 31     | 4      |
| Totale Lilla    | Totale Lilla    | Totale Lilla    | 114        | 7          |                 | 13              | 1               |                    | 16                 | 0                  |             | 1           | 1           | 144    | 9      |
| 2022-2023       | Rennes          | L1              | 8          | 0          | CF              | 1               | 0               | UEL                | 0                  | 0                  | -           | -           | -           | 9      | 0      |
| Totale carriera | Totale carriera | Totale carriera | 217        | 11         |                 | 24              | 1               |                    | 16                 | 0                  |             | 1           | 1           | 258    | 13     |

## Palmarès

### Club
- Campionato francese: 1

Lilla: 2020-2021
- Supercoppa francese: 1

Lilla: 2021

### Individuale
- Miglior giocatore della Supercoppa di Francia: 1

2021